# Erckens
Erckens ist ein deutscher Familienname.

## Namensträger
- Emil Erckens (1863–1927), deutscher Landrat und Unternehmer
- Oskar Erckens (1824–1901), deutscher Unternehmer